# Ophiomastus satelitae
Ophiomastus satelitae is een slangster uit de familie Ophiuridae.
De wetenschappelijke naam van de soort werd in 1974 gepubliceerd door Luiz Roberto Tommasi & Jorge de Abreu.